# Шепетовка (Крым)
Шепето́вка (до 1948 года Борко́й; укр. Шепетівка, крымскотат. Borköy, Боркой) — исчезнувшее село в Бахчисарайском районе Республики Крым (согласно административно-территориальному делению Украины — Автономной Республики Крым), находилось на юго-западе района, на левом берегу Бельбека напротив села Танковое.

## История
Время возникновения деревни неизвестно; находясь практически на границе княжества Феодоро, она, скорее всего, как и соседняя Биюк-Сюйрень входила в его состав, то есть, было христианским селом. После падения Феодоро в 1475 году деревню включили в состав Мангупского кадылыка Кефинского эялета Османской империи. Впервые в исторических документах встречается в «Османском реестре земельных владений Южного Крыма 1680-х годов», согласно которому в 1686 году (1097 год хиджры) житель Боркайа Мехмед Челеби владел участком земли в Кутлаке. Упоминается в кадиаскерском (судебном) деле 1704 года о земельной тяжбе с неким Ильяс-Мурзой. В Крымское ханство деревня входила всего около 9 лет: от обретения ханством независимости в 1774 году до присоединения к России в 1783 году. Видимо, после присоединения Крыма к России население из Боркоя было выехало в Турцию и после этого деревня надолго опустела: на военно-топографической карте генерал-майора Мухина 1817 года обозначена как пустующая, на карте 1935 года в деревне 8 дворов, а на карте 1842 года.
В 1860-х годах, после земской реформы Александра II, деревню приписали к Каралезской волости.
Согласно «Списку населённых мест Таврической губернии по сведениям 1864 года», составленному по результатам VIII ревизии 1864 года, Боркой (она же Кучук-Сюйрень) — татарская общиная деревня и владельческие дачи с 5 дворами и 26 жителями (на трехверстовой карте Шуберта 1865—1876 года также записано 5 дворов). На 1886 год в деревне Кучук-Сюйрень, согласно справочнику «Волости и важнѣйшія селенія Европейской Россіи», проживало 18 человек в 3 домохозяйствах, действовала мечеть. На карте 1889 года записано те же 5 дворов.
Окрестные земли ещё в конце XVIII века, как пустующие, были переданы во владение генерал-майору Н. А. Говорову — 1 185 десятин (в основном лес и неудобья — виноградника 30, садов 50 и пашни 160 десятин). В конце XIX — начале XX века наследники генерала распродавали угодья под дачии и участки пользовались спросом, как место с здоровым климатом. В 1913 году в деревне велось строительство нового здания мектеба. По Статистическому справочнику Таврической губернии. Ч.II-я. Статистический очерк, выпуск шестой Симферопольский уезд, 1915 год, в деревне Баркой Каралезской волости Симферопольского уезда, числилось 8 дворов без жителей и земли.
После установления в Крыму Советской власти, по постановлению Крымревкома от 8 января 1921 года была упразднена волостная система и село вошло в состав Бахчисарайского района Симферопольского уезда, а в 1922 году уезды получили название округов. 11 октября 1923 года, согласно постановлению ВЦИК, в административное деление Крымской АССР были внесены изменения, в результате которых округа были отменены и основной административной единицей стал Бахчисарайский район и село включили в его состав. Согласно Списку населённых пунктов Крымской АССР по Всесоюзной переписи 17 декабря 1926 года, в селе Баркой Биюк-Каралезского сельсовета Бахчисарайского района имелось 29 дворов, все крестьянские, население составляло 73 человека (30 мужчин и 78 женщин). В национальном отношении учтено: 57 татар, 3 русских и 1 грек. С 1935 года административно входило в Куйбышевский район. По данным всесоюзная перепись населения 1939 года в селе проживало 87 человек.
После освобождения Крыма, 18 мая 1944 года, согласно Постановлению ГКО № 5859 от 11 мая 1944 года, крымские татары, составлявшие к тому времени около половины населения села, были депортированы в Среднюю Азию. 12 августа 1944 года было принято постановление № ГОКО-6372с «О переселении колхозников в районы Крыма», по которому в район из сёл УССР планировалось переселить 9000 колхозников и в сентябре 1944 года в район приехали первые новоселы (2349 семей) из различных областей Украины, а в начале 1950-х годов, также с Украины, последовала вторая волна переселенцев. С 25 июня 1946 года Баркой в составе Крымской области РСФСР. Указом Президиума Верховного Совета РСФСР от 18 мая 1948 года, Баракой переименовали в Шепетовку. 26 апреля 1954 года Крымская область была передана из состава РСФСР в состав УССР. На 15 июня 1960 года село числилось в составе Куйбышевского сельсовета. В том же году, в связи с присвоением селу Куйбышево статуса ПГТ, село, переподчинили Куйбышевскому поссовету. В декабре 1962 года Куйбышевский район, согласно указу Президиума Верховного Совета УССР «Об укрупнении сельских районов Крымской области» от 30 декабря 1962 года, ликвидировали и село административно было переподчинено Бахчисарайскому району. Официально из списков сёл исключено 17 февраля 1987 года.

## Название
Историческое название села — Боркой. Слово бор с крымскотатарского языка переводится как «мел», а с турецкого как «целина». Какое именно из значений отражено в названии села, точно не известно. Второй компонент названия кой означает на крымскотатарском «село». В некоторых русскоязычных документах употреблялось искажённое название Баркой, возникшее при записи на слух из-за одинакового произношения в русском языке безударных о и а.

### Динамика численности
- 1864 год — 26 чел.[12]
- 1886 год — 18 чел.[14]
- 1915 год — 0 чел.[20]
- 1926 год — 73 чел.[25]
- 1939 год — 87 чел.[26]